# 池田裕治
池田 裕治（いけだ ゆうじ）は、日本の男性アニメーター、キャラクターデザイナー。
マジックバスでは動画マンを務めた。
月刊アニメージュの2013年6月号で井ノ上ユウ子とキャラクターデザイン対談を行っている。

## 参加作品

### テレビアニメ
1987年
- シティーハンター（1987年 - 1989年、動画チェック）

1992年
- ボーイフレンド（サブキャラクターデザイン・作画監督）
- 元気爆発ガンバルガー（1992年 - 1993年、作画監督）

1993年
- 熱血最強ゴウザウラー（1993年 - 1994年、作画監督）
- バトルスピリッツ 龍虎の拳（原画）

1994年
- SAMURAI SPIRITS 〜破天降魔の章〜（作画監督）

1996年
- きこちゃんすまいる（1996年 - 1997年、作画監督）

1997年
- ポケットモンスター（1997年 - 2002年、作画監督）
- 学級王ヤマザキ（1997年 - 1999年、キャラクターデザイン）
- BURN-UP EXCESS（1997年 - 1998年、キャラクターデザイン・総作画監督）

1998年
- ヴァイスクロイツ（OP原画）

1999年
- ∀ガンダム（1999年 - 2000年、作画監督補佐・原画）

2001年
- 鋼鉄天使くるみ2式（キャラクターデザイン・総作画監督・作画監督）

2002年
- 灰羽連盟（総作画監督補佐）
- PIANO（2002年 - 2003年、キャラクターデザイン・総作画監督・作画監督）

2003年
- コロッケ!（2003年 - 2005年、キャラクターデザイン・総作画監督）

2004年
- アガサ・クリスティーの名探偵ポワロとマープル（2004年 - 2005年、総作画監督）

2005年
- 強殖装甲ガイバー（2005年 - 2006年、ゲストキャラクターデザイン・総作画監督・作画監督）

2006年
- うたわれるもの（総作画監督補）
- RAY THE ANIMATION（作画監督）
- スーパーロボット大戦OG -ディバイン・ウォーズ-（2006年 - 2007年、キャラクターデザイン・作画監督・OP作画監督・ED作画監督）

2007年
- デルトラクエスト（2007年 - 2008年、原画・第二原画・OP原画）

2008年
- イナズマイレブン（2008年 - 2011年、キャラクターデザイン・総作画監督・作画監督・OP作画監督・OP原画）
- 喰霊-零-（原画）

2009年
- VIPER'S CREED（原画）

2011年
- イナズマイレブンGO（2011年 - 2012年、キャラクターデザイン・総作画監督・OP総作画監督）
- イナズマイレブンGO クロノ・ストーン（2011年 - 2012年、キャラクターデザイン・総作画監督・OP総作画監督）

2013年
- イナズマイレブンGO ギャラクシー（2013年 - 2014年、キャラクターデザイン・総作画監督・OP総作画監督）

2018年
- イナズマイレブン アレスの天秤（キャラクターデザイン・総作画監督）
- イナズマイレブン オリオンの刻印（2018年 - 2019年、キャラクターデザイン・総作画監督）

2021年
- メガトン級ムサシ（キャラクターデザイン）

2023年
- 薬屋のひとりごと（総作画監督・作画監督）

2024年
- 俺は全てを【パリイ】する 〜逆勘違いの世界最強は冒険者になりたい〜（総作画監督）

### 劇場アニメ
1992年
- 銀河英雄伝説外伝 黄金の翼（キャラクター設定・作画監督）

1993年
- 銀河英雄伝説 新たなる戦いの序曲（キャラクター設定・作画監督）

1997年
- 地獄先生ぬ〜べ〜 午前0時ぬ〜べ〜死す!（原画）

2000年
- 劇場版ポケットモンスター 結晶塔の帝王 ENTEI（原画）

2001年
- デジモンアドベンチャー02 ディアボロモンの逆襲（原画）
- 劇場版ポケットモンスター セレビィ 時を超えた遭遇（作画監督）
- デジモンテイマーズ 冒険者たちの戦い（原画）

2002年
- デジモンテイマーズ 暴走デジモン特急（原画）
- デジモンフロンティア 古代デジモン復活!!（原画）

2010年
- 劇場版イナズマイレブン 最強軍団オーガ襲来（キャラクターデザイン・総作画監督）

2011年
- 劇場版イナズマイレブンGO 究極の絆 グリフォン（キャラクターデザイン）

2012年
- 劇場版イナズマイレブンGO vs ダンボール戦機W（キャラクターデザイン）

2014年
- 映画 妖怪ウォッチ 誕生の秘密だニャン!（総作画監督）

### OVA
1987年
- ロボットカーニバル（動画）

1988年
- 麻雀飛翔伝 哭きの竜（-1990年、原画）

1989年
- 寒月一凍悪霊斬り（原画）

1992年
- 有閑倶楽部 香港より愛をこめて（原画）

1994年
- 銀河英雄伝説 OVA第3期（1994年 - 1995年、作画監督）
- 新世紀GPXサイバーフォーミュラZERO（1994年 - 1995年、作監協力・原画）

1995年
- 神秘の世界エルハザード（作画監督）

1996年
- 銀河英雄伝説 OVA第4期（1996年 - 1997年、作画監督）

1997年
- フォトン（1997年 - 1999年、作画監督）

1999年
- 銀河英雄伝説外伝 螺旋迷宮（1999年 - 2000年、作画監督）
- 太陽の船 ソルビアンカ（原画）
- 超神姫ダンガイザー3（1999年 - 2001年、原画）
- うさぎちゃんでCue!!（1999年 - 2000年、原画）

2003年
- みずいろ（原画）

2018年
- イナズマイレブン Reloaded（キャラクターデザイン・総作画監督）

### Webアニメ
- イナズマイレブン アウターコード（2016年 - 2017年、キャラクターデザイン（アニメ作画）、総作画監督）

### ゲーム
- FIST（1996年、キャラクターデザイン・作画監督・原画）

### その他
- 「イナズマイレブン アレスの天秤」超新作映像「フットボールフロンティア編」（2017年、キャラクターデザイン）